# Tracciamento dei contatti

Schema per il tracciamento dei contatti

Il tracciamento dei contatti (noto anche come contact tracing),  nell'ambito della sanità pubblica, è il processo di identificazione delle persone che potrebbero essere venute a contatto con una persona infetta e la successiva raccolta di ulteriori informazioni su tali contatti.

## Descrizione

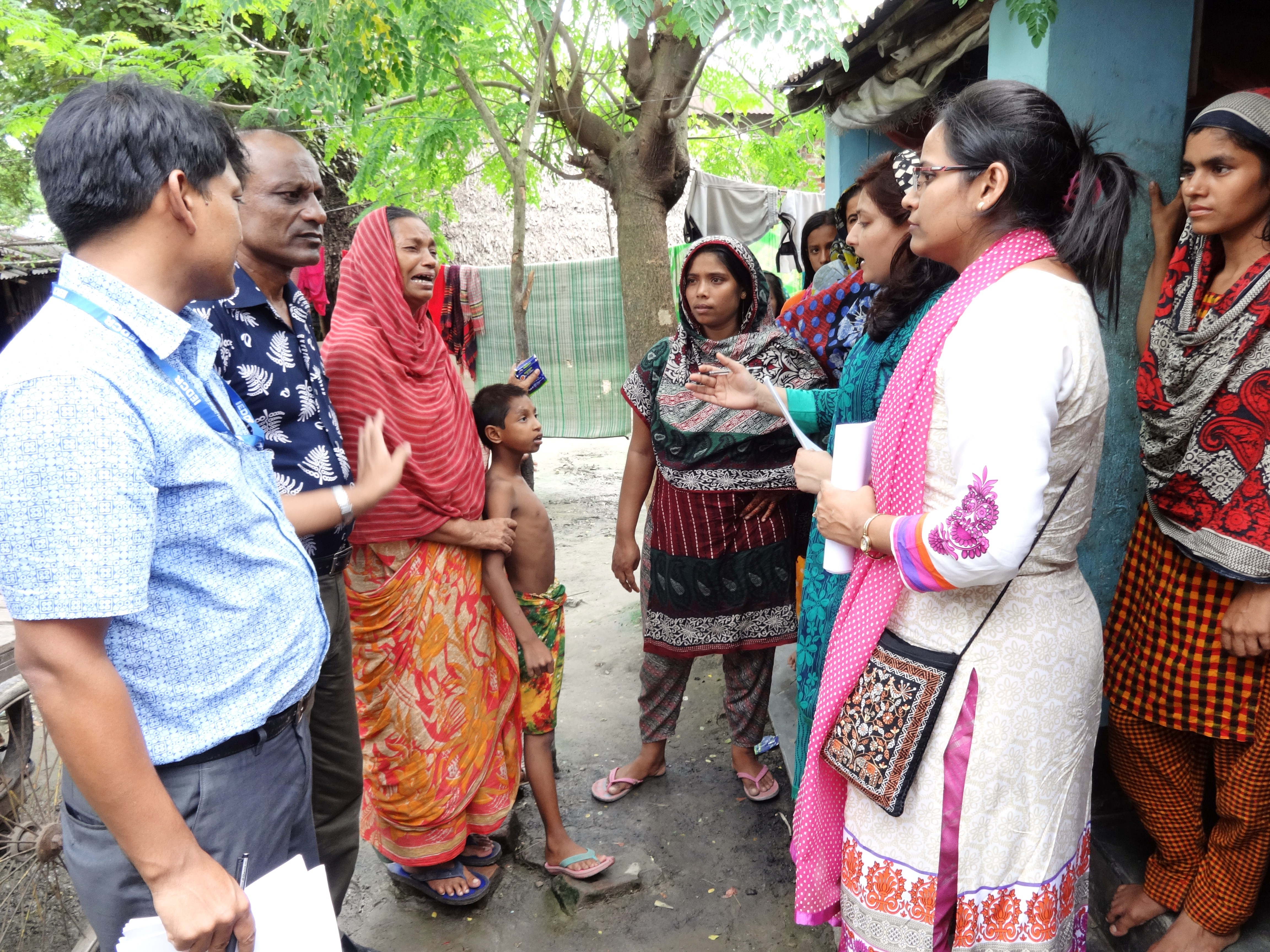
Tracciamento dei contatti durante un focolaio di colera in Bangladesh

Il tracciamento dei contatti punta a ridurre le infezioni nella popolazione. Le malattie per le quali più comunemente si fa ricorso al tracciamento dei contatti sono la tubercolosi, il morbillo, le malattie veneree (incluso l'HIV), le malattie trasmesse dal sangue, alcune infezioni batteriche gravi e le malattie virali (ad esempio SARS-CoV e SARS-CoV-2). 
Gli obiettivi del tracciamento dei contatti sono:
- Interrompere la trasmissione in corso e ridurre la diffusione di un'infezione.
- Avvisare, chi è venuto a contatto con un infetto, della possibilità di contrarre una possibile infezione e offrire consulenza preventiva o cure profilattiche.
- Offrire diagnosi, consulenza e cure persone già infette.
- Se l'infezione è curabile, aiutare a prevenire la reinfezione del paziente originariamente infettato.
- Per conoscere l'epidemiologia di una malattia in una particolare popolazione.

Il tracciamento dei contatti tenta di tenere traccia di tutti i contatti di un caso confermato, al fine di testarli o monitorarli per verificare se anche loro hanno contratto una possibile infezione. L'obiettivo è fermare la diffusione di una malattia facilitando, trovando e isolando i casi d'infezione.
Il tracciamento dei contatti è stato per decenni un pilastro del controllo delle malattie trasmissibili nella salute pubblica. L'eradicazione del vaiolo, ad esempio, non è stata ottenuta mediante l'immunizzazione universale, ma mediante un'esaustiva tracciatura dei contatti per trovare tutte le persone infette. A ciò ha fatto seguito l'isolamento delle persone infette, l'immunizzazione della comunità circostante e dei pazienti a rischio di contrarre il vaiolo.
In caso di malattie con potenziale infettivo incerto, a volte viene eseguita anche la tracciatura dei contatto per conoscere le caratteristiche della malattia, inclusa le modalità d'infezione. La tracciabilità dei contatti non è sempre il metodo più efficace per affrontare le malattie infettive. Nelle aree ad alta prevalenza della malattia, lo screening o test mirati possono essere più efficaci.
Questa misura è stata particolarmente utilizzata dalla Cina e dalla Corea del Sud attraverso una apposita applicazione da utilizzare sugli smartphone, per tracciare i contagiati da coronavirus; in questo caso si parla di tracciamento digitale dei contatti. Questo tipo di tracciamento ha suscitato numerose controversie per via delle potenziali violazioni della privacy sia dei contagiati che di quelli a cui sono venuti in contatto.
Anche altri Paesi hanno applicato tale misura, per esempio in Italia è stato promosso dal Governo l'utilizzo dell'app Immuni basata sul protocollo distribuito GAEN di Google e Apple.
Inoltre, in Italia, sono state proposte anche soluzioni alternative basate sul paradigma dei dati centralizzati. Una di queste App, Sm-Covid-19, è stata anche testata sul campo (essendo stata in realtà l'unica App per il tracciamento dei contatti disponibile sugli store in Italia fino a giugno 2020) nel periodo tra marzo 2020 e marzo 2021, con l'obiettivo primario di acquisire dati anonimi di tracciamento e renderli pubblici come opendata alla comunità scientifica.